# 矢口久雄
矢口 久雄（やぐち ひさお）はテレパック所属の取締役プロデューサー。主にTBSのテレビドラマを制作。「昔の男」、「年下の男」など内館牧子脚本で数々のヒットドラマをプロデュース。TBS「愛の劇場」シリーズも手掛けた。

## 代表作
- 「第三の女」（1989年）
- 「絶唱」（1990年）
- 「浅見光彦シリーズ」シリーズ（1994年〜）
- 「おかみ三代女の戦い」（1995年）
- 「ふたりのシーソーゲーム」（1996年）
- 「週末婚」（1999年）
- 「愛の劇場 温泉へ行こう」シリーズ（1999年〜2005年）
- 「昔の男」（2001年）
- 「しあわせのシッポ」（2002年）
- 「年下の男」（2003年）
- 「松本清張サスペンス特別企画・霧の旗」（2003年）
- 「それは、突然、嵐のように…」（2004年）
- 「汚れた舌」（2005年）
- 「愛の劇場 病院へ行こう!」（2006年）
- 「愛の劇場 結婚式へ行こう!」（2006年）
- 「愛の劇場 温泉へGo!」（2008年）
- 「同窓生〜人は、三度、恋をする〜」（2014年）
- 「月曜名作劇場 あんみつ検事の捜査ファイル」（2016年）